# 黑美洲鷲
黑美洲鷲亦稱黑頭美洲鷲，是美洲鷲科黑美洲鷲屬中的唯一一種，從美國東南部到南美洲都有分佈。雖然黑美洲鷲分佈廣泛，但仍然不及同科的紅頭美洲鷲（由加拿大至火地群島均有分佈）。儘管黑美洲鷲的名稱和外表與歐亞大陸的禿鷲相似，但親緣關係並不相近。歐亞大陸的禿鷲屬於鷹科（同科的亦包括鷹、鳶、鷂等），而黑美洲鷲則屬於美洲鷲科。
黑美洲鷲多棲息於相對開放的環境，例如疏亂的樹林或灌叢中。黑美洲鷲的翼展可達1.5米（5英尺），屬大型鳥種，但比起美洲鹫科的其他6种，它卻是体型最小的一种。黑美洲鷲全身有黑色的翅膀和羽毛，頭和颈部裸露灰黑色皮肤，鉤嘴较短。
黑美洲鷲是吃腐肉的清道夫，也會吃蛋或動物幼崽。在一些人類居住的地方，也會在垃圾堆中找食物。黑美洲鷲通常依靠敏锐的視覺或跟隨著其它嗅覺靈敏的鹫覓食。由於缺乏鳴管（鳥類的發聲器官），牠們只能發出咕嚕聲和低沉的嘶叫聲。牠們一般在洞穴、樹木凹陷處中或直接在空曠的地上孵卵，通常一年會生生育兩隻幼鷲，用反芻的方法给幼鸟餵食。
在美國，黑美洲鷲是受到1918年候鳥協定法案保護的鸟类。在玛雅文化中，黑美洲鹫同其他美洲鹫科鸟類一样，是死亡的象征。

## 分類及命名
禿鷲的英文名字源於拉丁文「vulturus」，意思為「撕裂者」。這個名字的來源是參照黑美洲鷲的食性，把食物撕開再進食。美洲鹫科「Cathartidae」也由希臘文（kathartēs）派生過來，意思為「淨化者」。其屬名「Coragyps」的意思是「掠食的禿鷲」，源於希臘文中兩種鳥類名稱的縮寫——（corax）和（gyps）。其種名「atratus」的意思是「身穿黑衣」，本源於拉丁文的「black」。
黑美洲鷲和其他六種美洲鹫科的鸟的分类地位至今仍有争议。雖然新大陆的美洲鹫科和旧大陆鹰科秃鹫一类的鸟在外表和生態位非常相似，但牠們是从不同地方的不同祖先進化而來。二者究竟有多少亲缘关系，至今仍有爭議；在早期一些權威專家認為新大陸禿鷹與鶴較為近親。 近些年，權威專家們大體還是維持將新大陸美洲鹫科和舊大陸秃鹫都歸入隼形目，也有意見認為應放置牠們在一個獨立的分類美洲鷲目（Cathartiformes）裡。南美洲分類委員會已將新大陸禿鷹由鶴形目刪除，並將其加入地位未定（Incertae sedis）的分類，但亦建議可以加入隼形目或美洲鷲目。
黑美洲鷲有三个亞種，分别是：
1. C. a. atratus（指名亚种）：由德國鳥類學者約翰·貝希斯坦於1973年命名，为指名亞種。牠的體型大小与安第斯亚种差不多，但羽毛的顏色比它淺。活動範圍由墨西哥北部穿過德克薩斯州和美南北部直至南、北卡羅萊納州[19]。
2. C. a. brasiliensis（南美亚种）：由夏尔·吕西安·波拿巴於1850年命名。牠的身形比其他亚种都要小一些。其前翼下側的白色標記比其他亞種都要白和大，而后翼的隱蔽處則比安第斯亚种較為光亮[19]。牠普遍活動於中美洲及南美洲北部，但牠的活動範圍向南擴展，西至秘魯的沿岸地區，東至玻利維亞的低洼地區；向北延伸，則到墨西哥西部的索諾拉州和墨西哥東部的聖路易斯波托西州。这一亚种一般出沒於高緯度地帶[19]。
3. C. a. foetens（安第斯亚种）：由德國醫生、探險家及動物學家马丁·利希腾施泰因於1817年命名。牠的體形与指名亚种相近[19]。其前翼下側的標記比其他亞種小，后翼隱蔽處則更加黯淡。牠一般活躍於安第斯地區，從厄瓜多爾東部，穿過秘魯、玻利維亞北部、巴拉圭、烏拉圭，一直到智利的低地[19]。

## 进化歷史
从早更新世到晚更新世的年代，黑鹫的史前種Coragyps occidentalis曾分布于今天黑鹫所分布的地域范围中。和現今的黑美洲鹫相比，更新世黑鹫的体型要大10-15%左右，具有更扁平更宽的喙。更新世黑鹫占据了和黑美洲鹫相同的生态位，并且确实曾在晚冰川期通过缩小体型演化为今天的黑美洲鹫。根据骨骼化石的良好记载，鹫种在演化动力学中少见地留下了两个渐变种，而人类必定曾经目睹了这场演化的最终阶段：在俄勒冈达勒斯附近的五英里急流，一个古印第安时期至古风时期（公元前9000-8000年）的贝塚里曾出土一块这种已灭绝物种的骨骼亚化石。
在缺乏更多资料的情形下，黑美洲鹫祖先的化石（或亚化石）并不一定来自那些生活于更新世或更近年代的物种：现代鸟类中出现与其祖先类似大小的体型变化也有发现。因此，希尔德加德·霍华德（Hildegarde Howard）于1968年将分布在墨西哥的C.o. mexicanus和分布于美洲更北方地区（如）并构成主要亚种的C. o. occidentalis区分开来。分布在南方的更新世墨西哥黑鹫和今天的黑美洲鹫具有相同大小的体型，从而辨别它们只能通过它们稍微更加强壮的跗跖骨以及更扁更宽的喙，但即使这样还需要得知化石的发现地点才能进一步得到确定。由于Coragyps occidentalis和当今的黑美洲鹫形成了同一个演化连续体而非两个或多个演化支，有些研究者将Coragyps occidentalis的分类单元归入黑美洲鹫中。

## 特徵

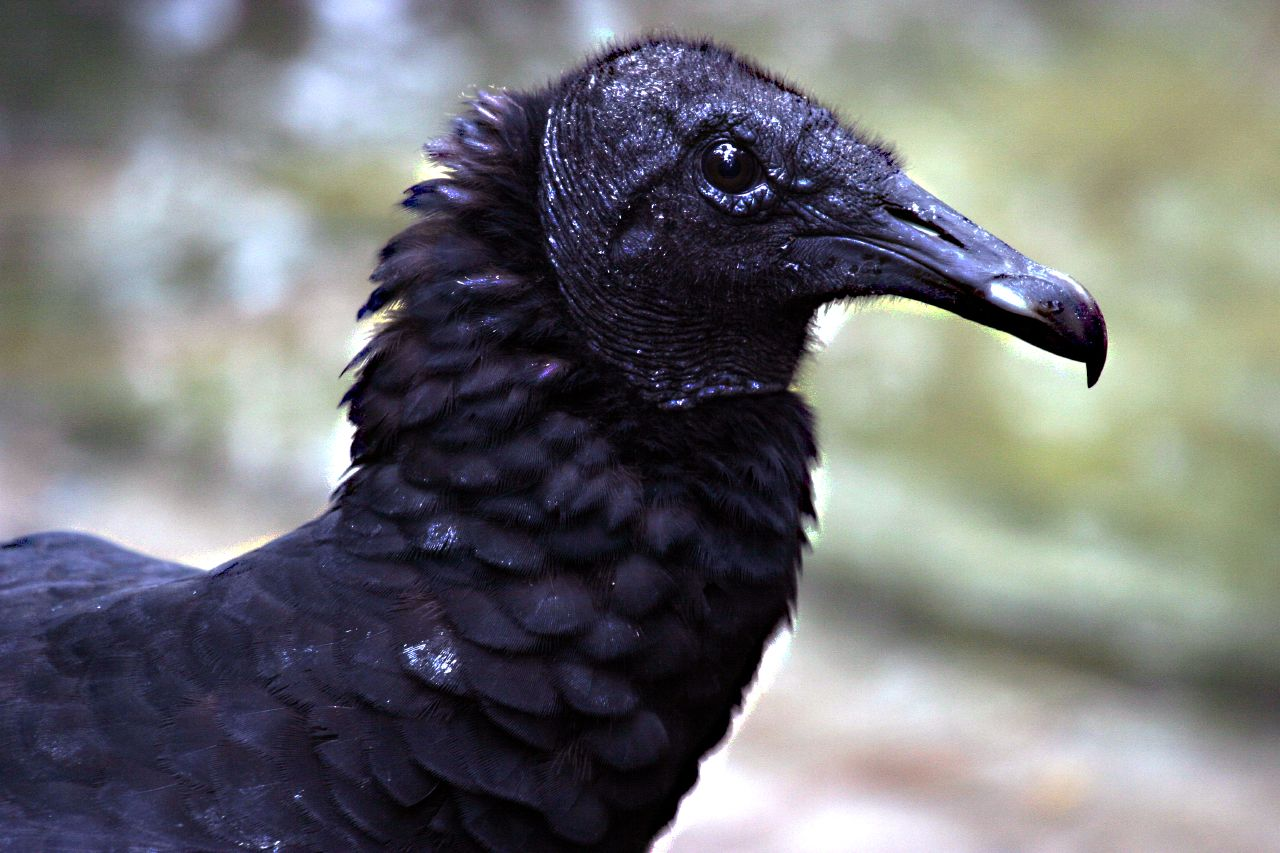
黑南美洲鹫 Coragyps atratus brasiliensis

黑美洲鹫是一种大型的猛禽，身长65厘米（25.5英寸），但是美洲鹫科中体型最小的，双翼展开可达1.5米（5英尺），重量约为2至2.75千克（4.5至6磅）。全身主要覆盖有光泽的黑色羽毛，而头部和颈部没有羽毛，皮肤是带皱的深灰色。虹膜棕色，在上眼睑有一排不完整的眼睫毛，下眼睑有两排。腿呈灰白色，脚上有两个前脚趾比较长，并且之间有蹼。黑美洲鹫的脚是扁平的，爪相对较钝，不善于抓取东西。   
黑美洲鹫的鼻孔间没有鼻中隔，只有齿孔，因此可以从侧面看穿鸟嘴。黑美洲鹫具有宽大但相对较短的翼，初级飞羽的底端是白色的，这在翅膀下侧的边缘处形成了飞行时可见的白色区块。黑美洲鹫的尾翼呈方形并且很短，当双翼收起时尾翼刚刚能越过翅膀的后缘或与尾齐平。黑美洲鹫的亚种之间存在有体型差异，其實这都是遵循伯格曼法则的；而后翅上着色的白色区域大小亦如是。不过，由于这些差异在全部范围内很有可能是渐变的，黑美洲鹫往往被认为是单型的物种。
2005年，人们在厄瓜多尔的发现了一只白色的黑南美洲鹫。牠全身覆盖著白色的羽毛，只有脚踝、尾巴以及尾巴下方的一些羽毛是黑色的。由于它的皮肤呈正常的深色，并且它来自一个大约有20个羽色正常黑南美洲鹫组正的小群，因而这个现象并不被认为是白化。

## 分佈及棲息地
黑美洲鹫分布於新北界和新热带界 ，范围包括美国南部、墨西哥、中美洲和南美洲大部。黑美洲鹫的栖息地相对固定，只有在最北面分布的少数黑美洲鹫会在短距离内迁徙，其余地方的黑美洲鹫会在某些不利的环境条件下进行小范围的移动。在南美洲，黑美洲鹫的分布范围延伸至智利中部和阿根廷；而它们在加勒比海的群岛上也有发现。黑美洲鹫喜欢栖息在点缀有树木或灌木的开阔地，它们也出没在潮湿的低地森林、灌丛带、草地、湿地、沼泽、牧场以及被严重损毁的森林中。黑美洲鹫习惯于低地，因而在山地中很少见到它们的行踪。人们经常可以看到它们翱翔或栖息在篱笆桩或枯木的上方。

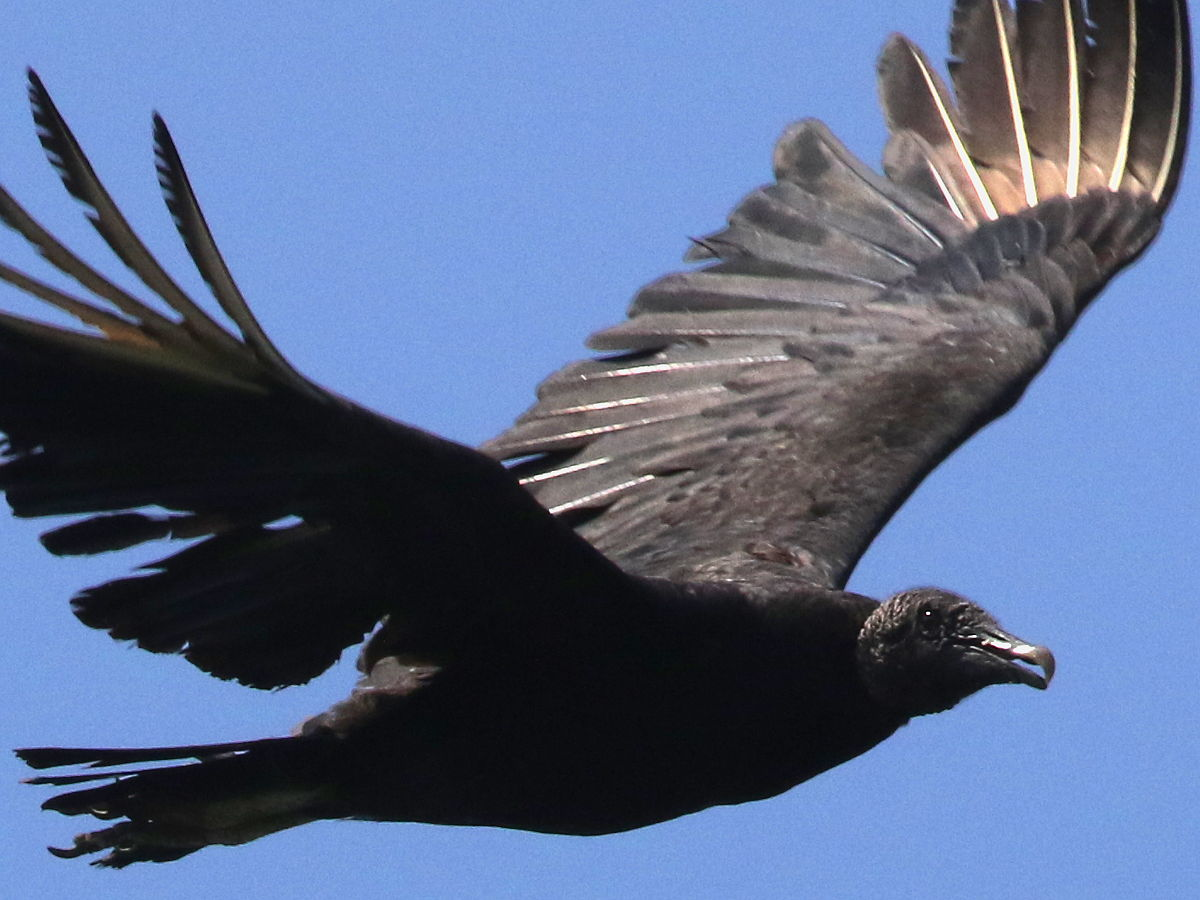
飞翔 科帕卡瓦纳, 巴西

## 生態與行為

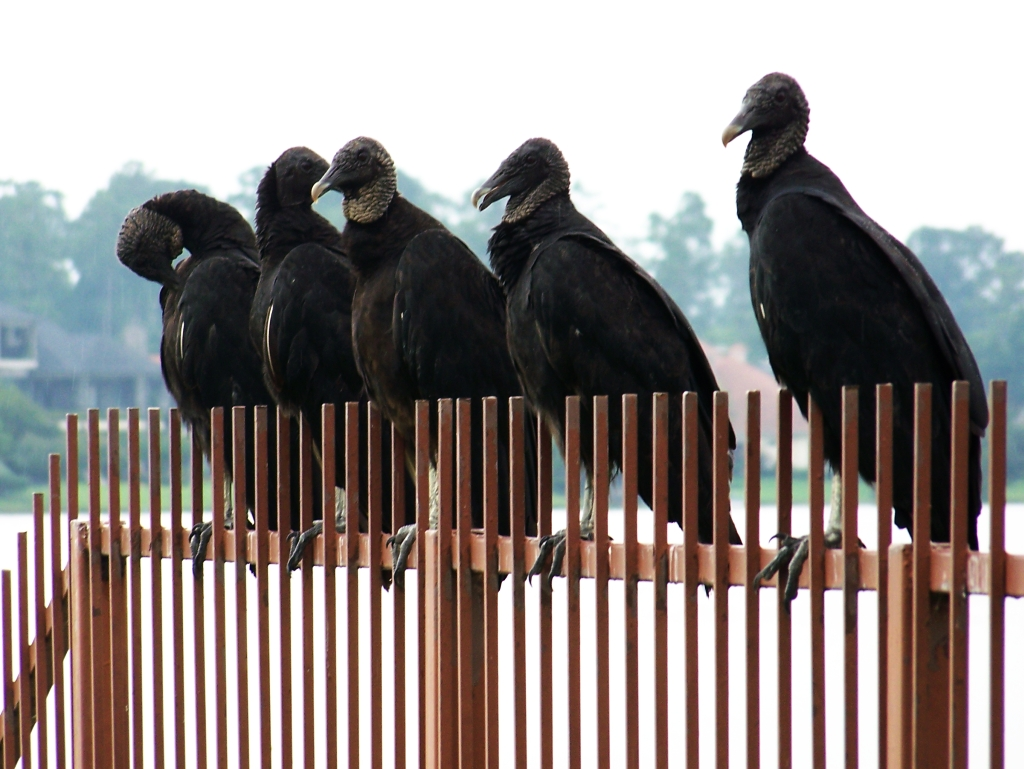
一群黑美洲鷲正在於籬笆上休息。

黑美洲鷲會飛到高空尋找食物。在滑翔時翅膀伸展呈水平。在短程飛行中，振翅频繁。牠的翅膀相对較短，只能形成一個較小的帆面，所以飛行的效率比其他禿鷹低。與红头美洲鹫相比，黑美洲鷲在飛行中振翅频率较高。当发现有其他动物接近或收到惊扰时，黑美洲鹫会开始呕吐，目的是为了警告外来者并减轻自身的重量以便飞行。像其他所有新世界秃鹰一样，黑美洲鹫会在裸露的跗趾上排便，由于这些部为没有羽毛覆盖，可以通过蒸发粪便或尿液中的水分来降温。
由于没有鸣管，黑美洲鹫和其他新世界秃鹰一样，几乎不具有发声功能。通常它们是沉默无声的，但有时也会发生轻微的嘶嘶声或哼声。黑美洲鹫是群居动物，它们栖息时会集结成庞大的群体。在分布范围出现重叠的区域，黑美洲鹫会和红头美洲鹫共同栖息在枯树光秃秃的树枝上。黑美洲鹫通常是集体觅食；一群黑美洲鹫能够轻易赶走一只通常单独在尸体上进食的红头美洲鹫。
和红头美洲鹫一样，可以经常看到黑美洲鹫摆出展开双翅的姿态，一般认为这种姿态有多种功能：晾干翅膀、温暖身体、清除细菌等。在其他新世界秃鹰、旧世界秃鹰和鹳科鸟类中也有相同的行为。 

### 食物

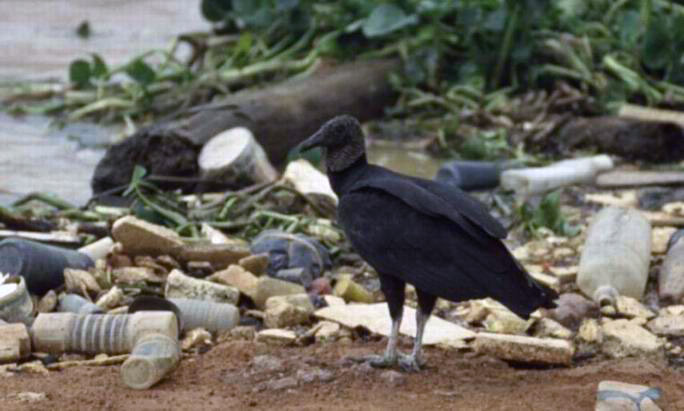
在垃圾堆覓食的黑美洲鷲。

在自然界的生態系統中，黑美洲鷲的主要食物是腐肉。在有人类居住的地方，它们也会在垃圾堆中寻找食物，有时也会偷蛋或破坏一些植物，甚至伤害或捕杀新生或残疾的哺乳动物。和其他秃鹰一样，处理腐肉的习性使得它们在生态系统中起到了关键作用，避免了腐肉导致的疾病在自然界中滋生蔓延。黑美洲鹫觅食主要依靠视觉或跟随美洲鹫科中的其他嗅觉灵敏的秃鹰来寻找动物尸体。美洲鹫科中红头美洲鹫、小黄头美洲鹫和大黄头美洲鹫的嗅觉灵敏，它们贴近地面飞行时能通过嗅觉发现覆盖在森林植被下的动物腐肉的味道（乙硫醇气体）。而对于王鹫和黑美洲鹫而言，由于它们缺乏这种通过嗅觉觅食的能力，就会跟随在那些秃鹰后面寻找腐肉。进食时黑美洲鹫具有侵略性，有时甚至会驱赶体型稍大的红头美洲鹫。
黑美洲鹫偶尔也会以家畜和鹿为食，它是美洲鹫科中唯一一种猎食家牛的鹫类。它们偶尔会骚扰正在分娩的家牛，但主要是猎食一些刚出生不久的小牛，因为小牛在刚出生几个星期之内时还不会对黑美洲鹫的接近产生警戒。通常黑美洲鹫会群体围攻一隻小牛，然后去啄它的眼睛、鼻子或舌头，小牛便会因此受惊而被鹫群捕杀。

### 繁殖
黑美洲鷲的繁殖习性會因所居住的緯度而有所差异。例如在美國，俄亥俄州的黑美洲鷲交配繁殖不會早過3月，而在佛羅里達州的黑美洲鷲早在1月便开始了。在南美洲，阿根廷和智利的黑美洲鹫早在9月就会产卵，而南美北部的黑美洲鹫通常要等到10月。南美洲有些地区的黑美洲鹫的产卵日期甚至比这还要晚——例如特立尼达地区的黑美洲鹫直到11月才会产卵，而在厄瓜多尔的黑美洲鹫有可能等到2月。黑美洲鹫一般通过一个求偶仪式来配对，仪式是在地面上进行的：数只雄鸟将雌鸟围在中间，并且部分张开它们的翅膀，头部上下摆动，以表现自己来吸引雌鸟的注意。它们有时也会进行求爱飛行、潛水或在已選擇巢穴附近互相追逐。
新大陆的黑美洲鹫不会筑巢，而是把蛋产在两塊巨大岩石中间的空隙，在隙里放置一些树枝。雌鹫通常會產下一至三枚蛋，并孵化約33至35天。幼鸟和成鸟雏羽的变化很小。幼鸟换羽后羽毛丰满时，看起来几乎跟成鸟差不多。黑美洲鷲通常會在出生後三个月后离巢飞翔，会与父母一起在在大群体中生活幾年。

## 與人類的關係

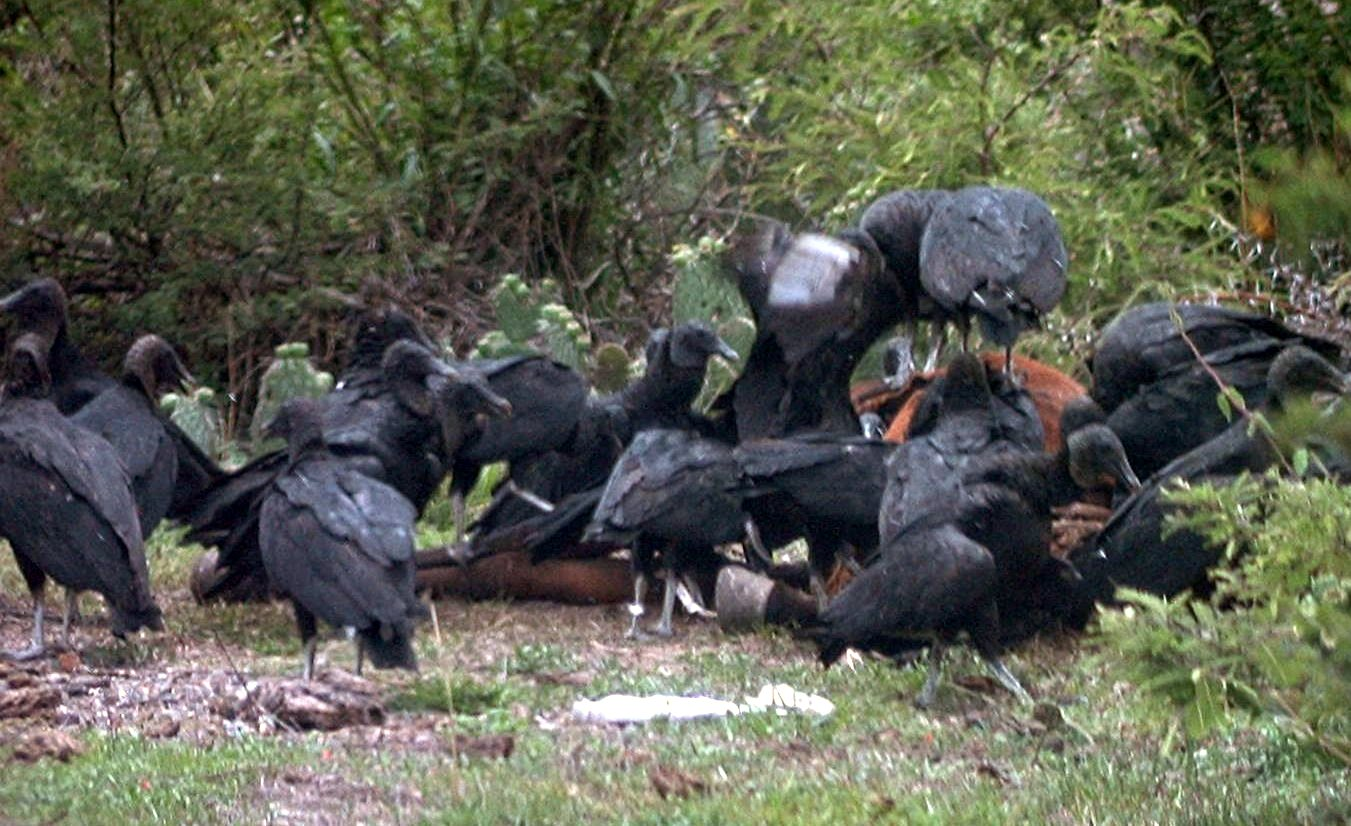
一群黑美洲鷲正在進食牛的屍體。

黑美洲鷲会捕食初生的家畜，牧场工人因此将其视为威脅。 黑美洲鷲和其他種類鷲的糞便可能会危害甚至殺死植物。 在美國，黑美洲鷲受到《候鳥條約法案》保護。 根据该法案，獲得、殺害或拥有黑美洲鷲都属于违法，最高刑罰為罰款15,000美元及監禁六個月。 现时黑美洲鷲的族群规模維持穩定，并没有达到成為瀕危物種的标准（在十年或三代之內數量減少超過30%），因此在《世界自然保護聯盟瀕危物種紅色名錄》中被列為“無危”（Least Concern）。
黑美洲鷲常在瑪雅古抄本中以各種各樣的瑪雅人象形文字出现。牠們通常都被視作為死亡的象徵。這個物種缺乏王鹫具有的宗教性。雖然一些古代的浮雕表现出了黑美洲鹫擁有的宽鼻孔和钩喙，卻缺乏王鹫較有标志性的特征，所以仅认为是一种“神鹫”而不确定就是黑美洲鹫。
黑美洲鷲曾出現於兩枚不同的郵票上，分別是1990年於蓋亞那及1994年於尼加拉瓜。